# Resolució 121 del Consell de Seguretat de les Nacions Unides
La Resolució 121 del Consell de Seguretat de les Nacions Unides, aprovada el 12 de desembre de 1956 després d'examinar l'aplicació del Japó per a ser membre de les Nacions Unides, el Consell va recomanar a l'Assemblea general que Japó fos admesa.